# 470-talet

## Händelser
- 4 september 476 - Den siste romerske kejsaren Romulus Augustulus avsätts av Odovakar, vilket markerar det definitiva slutet för det västromerska riket, som därmed formellt upplöses [1], 1229 år efter det romerska rikets grundläggning 753 f.Kr.. Länge sågs också denna händelse som slutpunkten för antiken och början på medeltiden.
- 479 - Den kinesiska Songdynastin tar slut och den södra Qidynastin inleds genom att Qi Gaodi blir dess förste härskare.

## Födda
- 470 - Dionysius Exiguus, munk och mannen bakom vår nuvarande tideräkning.
- 476 - Aryabhata, indisk matematiker och astronom.

## Avlidna
- 11 juli 472 – Anthemius, kejsare av Västrom.
- 23 oktober 472 – Olybrius, kejsare av Västrom.
- 474 – Leo I, kejsare av Bysantinska riket.
- 17 november 474 – Leo II, kejsare av Bysantinska riket.
- 476 eller 477 – Basiliskos, kejsare av Bysantinska riket.